# Seido Karate Brasil
Seido Karate Brasil é uma organização dedicada à prática e ao ensino do Seido Karate, um estilo de arte marcial tradicional fundado em 1976 em Nova York por Kaicho Tadashi Nakamura.

## História

Prercursor do Karate Seido no Brasil

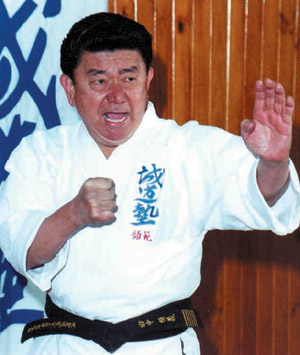
Martial Arts Legend

Shihan Tsunioshi Tanaka, filho de imigrantes japoneses, teve seu primeiro contato com as artes marciais através do kendô, sob a orientação de seu pai. Em 1962, iniciou seus treinos de karatê e, três anos depois, filiou-se ao Kyokushin. Em 1967, trouxe o instrutor Choitiro Ogura para instruir Karate Kyokushin, e em 1970 estagiou na matriz de Tóquio, a convite de Mas Oyama, chefe do Kyokushin.
Durante sua estadia no Japão, Tanaka obteve a graduação de Nidan e teve a oportunidade de conhecer Kaicho Tadashi Nakamura, fundador do Seido Karate. Em 1994, seguindo a recomendação de Nakamura, Tanaka tornou-se membro do Seido Juku, assumindo o papel de representante da World Seido Karate Organization para toda a América do Sul. Atualmente, a Seido Karate Brasil tem representação nas regiões Sul e Sudeste pela APKS Associação Paulista de Karate Seido, liderada Kyoshi Reinaldo Leite Machado, faixa preta 5° dan. E na região Norte e Nordeste é representada pela AAKA-DO Associação Amazonas de Karate Do liderada pelo Kyoshi Rosenir, faixa preta 5° dan, ambos ex-alunos de Shihan Tsunioshi Tanaka, que trabalham incansavelmente para manter vivos os ensinamentos de Nakamura. Eles contam com o apoio dos Senseis Hudson (São Paulo) e Luis Previtalli (Santo André e região do ABC), também ex-alunos de Tanaka, e do Sensei Alessandro Augusto Michelis (Manaus-AM), todos trabalham na disseminação dos valores e princípios da Seido Karate no Brasil.

## Filosofia e Prática

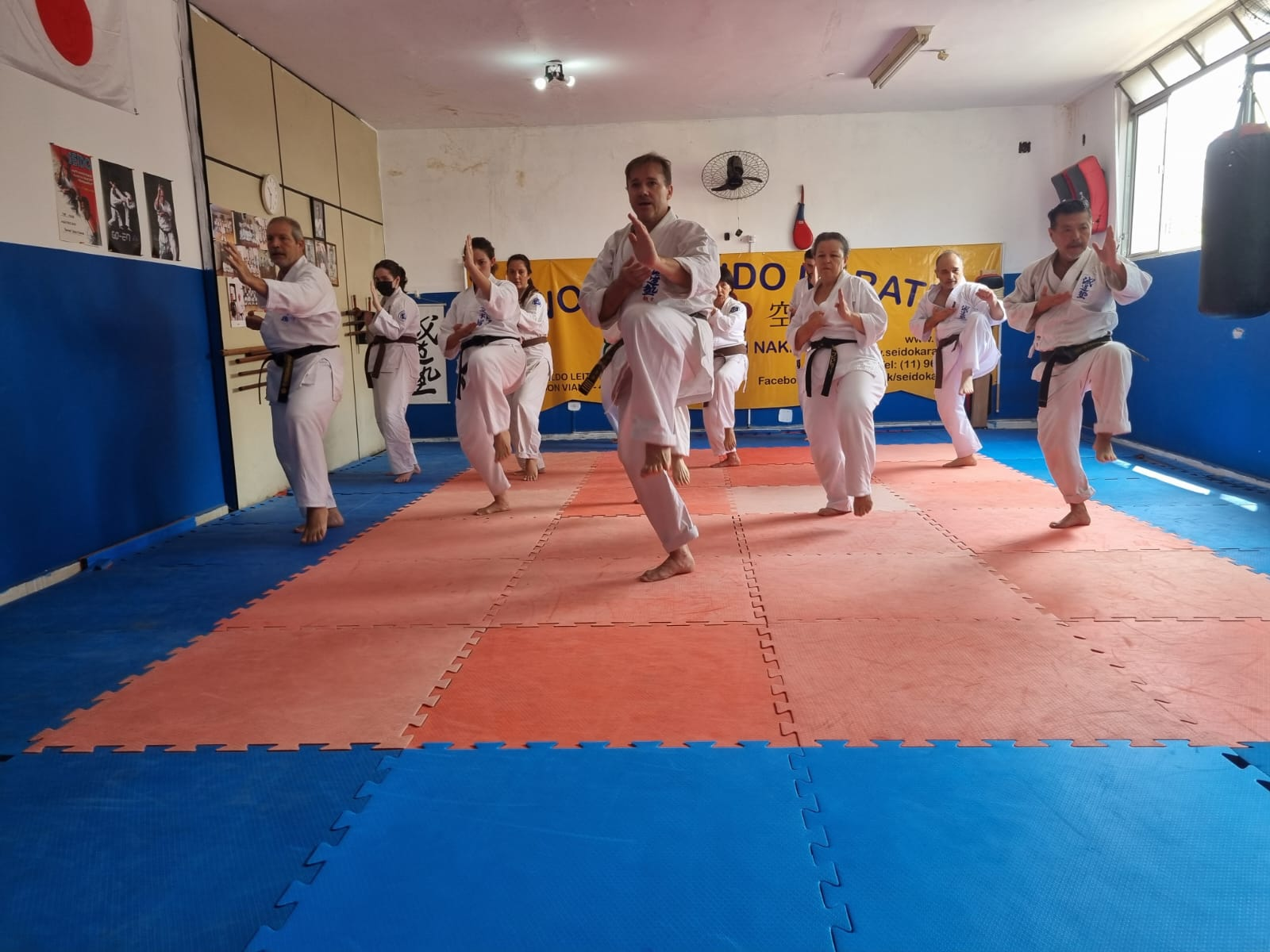
Seido Karate Brazil

Seido Karate é mais do que uma simples arte marcial; é um caminho para o autodesenvolvimento físico, mental e espiritual. Seus valores fundamentais, como verdade, honestidade, respeito e cortesia, são transmitidos a cada aluno durante o treinamento. Os treinos buscam promover o desenvolvimento integral de cada praticante, desafiando-os a superar suas próprias limitações percebidas. A prática do Seido Karate vai além do aspecto físico, enfatizando valores como respeito mútuo, disciplina e perseverança

## Significado de "Seido"
O termo "Seido" reflete o desejo de Kaicho Tadashi Nakamura de restaurar a essência original do karatê e sustentar seu treinamento físico com uma base filosófica sólida. "Sei" significa verdade, honestidade ou sinceridade, enquanto "Do" representa o caminho a seguir. "Juku" significa lugar especial ou único. Assim, um dojo Seido é considerado pelos alunos como um local especial onde se aprende o caminho sincero do Karatê.
A Seido Karate Brasil dá as boas-vindas a todos que desejam experimentar o karatê, independentemente de idade, forma física ou habilidade. O compromisso com o treinamento é valorizado, pois apenas através da dedicação e do tempo investido os praticantes poderão alcançar seus objetivos pessoais.